# Ла-Соважер
Ла-Соваже́р (фр. La Sauvagère) — колишній муніципалітет у Франції, у регіоні Нормандія, департамент Орн. Населення — 967 осіб (2011).
Муніципалітет був розташований на відстані близько 210 км на захід від Парижа, 65 км на південь від Кана, 45 км на північний захід від Алансона.

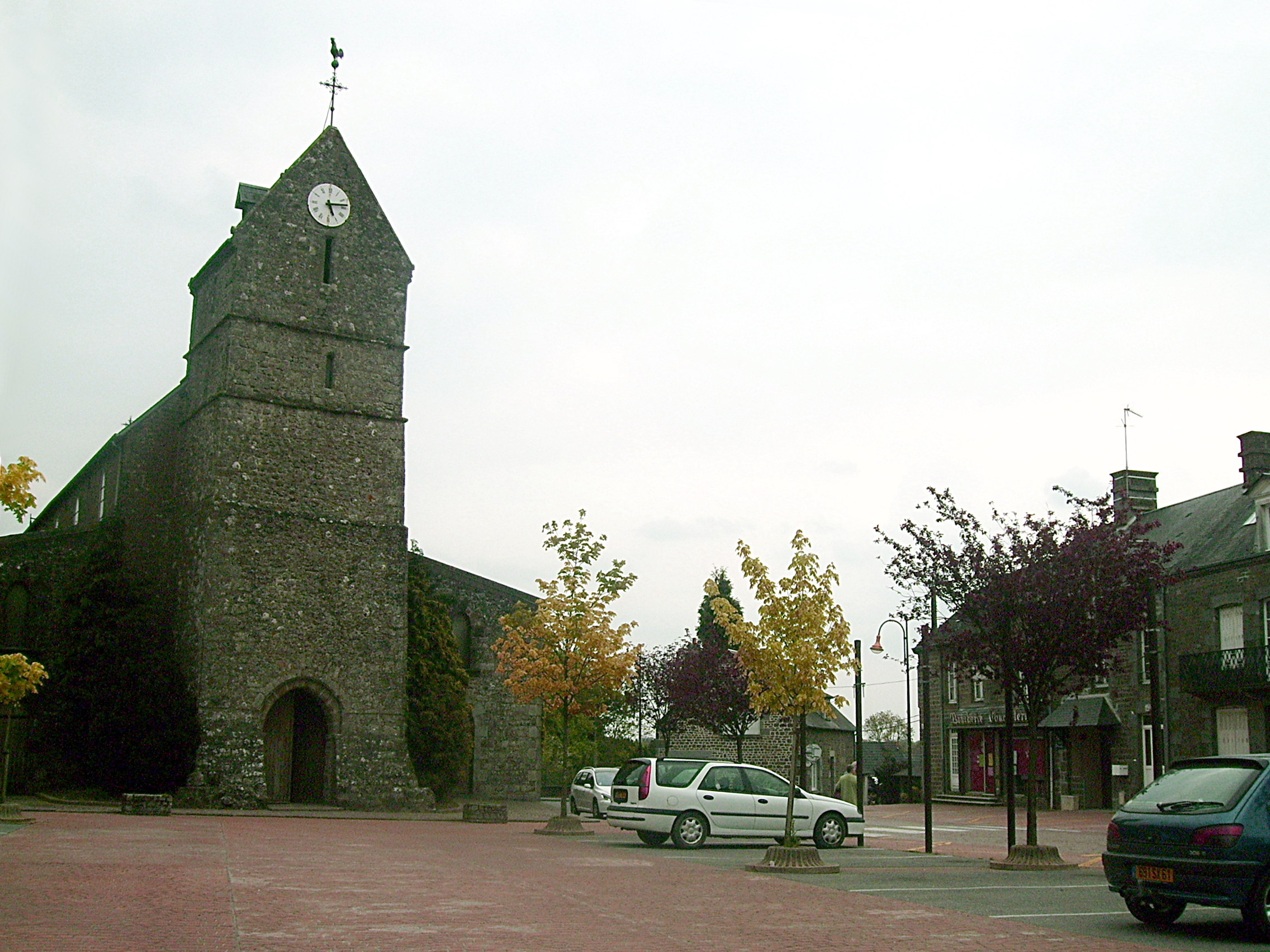

## Історія
До 2015 року муніципалітет перебував у складі регіону Нижня Нормандія. Від 1 січня 2016 року належав до нового об'єднаного регіону Нормандія.
1 січня 2016 року Ла-Соважер і Сен-Морис-дю-Дезер було об'єднано в новий муніципалітет Ле-Мон-д'Анден.

## Демографія
Динаміка населення (À partir de 1962 : INSEE ):
Розподіл населення за віком та статтю (2006):
| Стать | Всього | До 15 років | 15-24 | 25-44 | 45-64 | 65-85 | Понад 85 |
| --- | ------ | ----------- | ----- | ----- | ----- | ----- | -------- |
| Чоловіки | 495    | 119         | 50    | 145   | 99    | 78    | 4        |
| Жінки | 436    | 87          | 37    | 140   | 98    | 66    | 8        |
| \| Статево-вікова піраміда \| Статево-вікова піраміда \| Статево-вікова піраміда \| \| ----------------------- \| ----------------------- \| ----------------------- \| \| Чоловіки \| Вік \| Жінки \| \| 4 \| 85 + \| 8 \| \| 12 \| 80-84 \| 25 \| \| 25 \| 75-79 \| 16 \| \| 8 \| 70-74 \| 21 \| \| 33 \| 65-69 \| 4 \| \| 12 \| 60-64 \| 16 \| \| 25 \| 55-59 \| 37 \| \| 33 \| 50-54 \| 16 \| \| 29 \| 45-49 \| 29 \| \| 29 \| 40-44 \| 21 \| \| 25 \| 35-39 \| 29 \| \| 58 \| 30-34 \| 49 \| \| 33 \| 25-29 \| 41 \| \| 21 \| 20-24 \| 21 \| \| 29 \| 15-20 \| 16 \| \| 33 \| 10-14 \| 25 \| \| 37 \| 5-9 \| 25 \| \| 49 \| 0-4 \| 37 \| |        |             |       |       |       |       |          |
| Статево-вікова піраміда |        |             |       |       |       |       |          |
| Чоловіки | Вік    | Жінки       |       |       |       |       |          |
| 4 | 85 +   | 8           |       |       |       |       |          |
| 12 | 80-84  | 25          |       |       |       |       |          |
| 25 | 75-79  | 16          |       |       |       |       |          |
| 8 | 70-74  | 21          |       |       |       |       |          |
| 33 | 65-69  | 4           |       |       |       |       |          |
| 12 | 60-64  | 16          |       |       |       |       |          |
| 25 | 55-59  | 37          |       |       |       |       |          |
| 33 | 50-54  | 16          |       |       |       |       |          |
| 29 | 45-49  | 29          |       |       |       |       |          |
| 29 | 40-44  | 21          |       |       |       |       |          |
| 25 | 35-39  | 29          |       |       |       |       |          |
| 58 | 30-34  | 49          |       |       |       |       |          |
| 33 | 25-29  | 41          |       |       |       |       |          |
| 21 | 20-24  | 21          |       |       |       |       |          |
| 29 | 15-20  | 16          |       |       |       |       |          |
| 33 | 10-14  | 25          |       |       |       |       |          |
| 37 | 5-9    | 25          |       |       |       |       |          |
| 49 | 0-4    | 37          |       |       |       |       |          |

## Економіка
2010 року серед 602 осіб працездатного віку (15—64 років) 437 були активними, 165 — неактивними (показник активності 72,6%, у 1999 році було 72,8%). З 437 активних мешканців працювало 400 осіб (215 чоловіків та 185 жінок), безробітними було 37 (13 чоловіків та 24 жінки). Серед 165 неактивних 50 осіб було учнями чи студентами, 84 — пенсіонерами, 31 була неактивною з інших причин.

У 2010 році в муніципалітеті числилось 397 оподаткованих домогосподарств, у яких проживали 966,0 особи, медіана доходів виносила 16 656 євро на одного особоспоживача